# Roskilde Kommune
|  | For Roskilde Kommune før kommunalreformen i 2007, se Roskilde Kommune (1970-2006). |
Roskilde Kommune er en kommune i Region Sjælland efter Kommunalreformen i 2007.
Kommunen blev dannet ved en sammenlægning af dels den gamle Roskilde Kommune, samt nabokommunerne mod hhv. nord (Gundsø Kommune) og syd (Ramsø Kommune). Den nye kommunes borgmester Poul Lindor Nielsen (S) var desuden borgmester i Ramsø indtil kommunesammenlægningen. Fra 2011 overtog Joy Mogensen borgmesterposten. Hun blev i juni 2019 erstattet af Tomas Breddam efter sin udnævnelse til kulturminister.
I forbindelse med det daværende Roskilde Amt blev nedlagt og den nye Region Sjællands administration skulle flyttes til Sorø blev amtsgården på Køgevej 80 ledig. Eftersom den tidligere Roskilde Kommune i forvejen havde lokalemangel og i øvrigt havde spredt sine kontorer ud på en række forskellige adresser i byen, anså politikerne tidspunktet som en god anledning til at samle administrationen her. Efter en række forhandlinger lykkedes projektet, da amtet fik afsluttet sin bodeling. Hermed kunne man fortsætte planen om at omdanne det daværende rådhus til et borgerservicecenter.

## Byer
| Kommunens største byer |             |                   |
| Nr                     | By          | Indbyggere (2025) |
| 1                      | Roskilde    | 53.354            |
| 2                      | Jyllinge    | 10.801            |
| 3                      | Viby        | 5.113             |
| 4                      | Svogerslev  | 4.273             |
| 5                      | Vindinge    | 3.171             |
| 6                      | Gundsømagle | 2.775             |
| 7                      | Gadstrup    | 2.022             |
| 8                      | Ågerup      | 1.737             |
| 9                      | Veddelev    | 1.131             |
| 10                     | Vor Frue    | 726               |
| 11                     | Snoldelev   | 616               |
| 12                     | Store Valby | 394               |
| 13                     | Herringløse | 390               |
| 14                     | Gundsølille | 253               |

## Politik

### Mandatfordeling
| 11 |  | 2 | 4 | 2 | 10 |  |

| 22 | 9 |

| 10 |  | 3 | 7 | 2 | 7 |  |

| 23 | 8 |

| 13 |  |  |  | 3 | 9 | 3 |

| 23 | 8 |

| 16 |  | 2 |  | 3 | 6 | 2 |

| 21 | 10 |

| 9 | 2 | 5 |  | 3 |  | 2 | 5 | 3 |

| 16 | 15 |

| 10 | 2 | 5 | 2 | 2 |  | 5 | 3 |  |

| 15 | 16 |

### Nuværende byråd
| Navn                       | Parti                                    |
| -------------------------- | ---------------------------------------- |
| Tomas Breddam (Borgmester) | Socialdemokratiet - 9 mandater           |
| Gitte Kronbak              | Socialdemokratiet - 9 mandater           |
| Claus Larsen               | Socialdemokratiet - 9 mandater           |
| Jette Henning              | Socialdemokratiet - 9 mandater           |
| Chili Preisler-Andersen    | Socialdemokratiet - 9 mandater           |
| Filiz Sarah Thunø          | Socialdemokratiet - 9 mandater           |
| Camilla Vilby-Mokvist      | Socialdemokratiet - 9 mandater           |
| Troels Toft                | Socialdemokratiet - 9 mandater           |
| Thomas Bach Jørgensen      | Socialdemokratiet - 9 mandater           |
| Jette Tjørnelund           | Venstre - 5 mandater                     |
| Bent Jørgensen             | Venstre - 5 mandater                     |
| Jacob Søegaard             | Venstre - 5 mandater                     |
| Rasmus Hylleberg           | Venstre - 5 mandater                     |
| Marianne Ø Kiærulff        | Venstre - 5 mandater                     |
| Lars Lindskov              | Det Konservative Folkeparti - 5 mandater |
| Mogens Hallager            | Det Konservative Folkeparti - 5 mandater |
| Trine Borre                | Det Konservative Folkeparti - 5 mandater |
| Pierre Kary                | Det Konservative Folkeparti - 5 mandater |
| Anne Fabricius Murmann     | Det Konservative Folkeparti - 5 mandater |
| Tina Boel                  | Socialistisk Folkeparti - 3 mandater     |
| Torben Jørgensen           | Socialistisk Folkeparti - 3 mandater     |
| Mads Chr. Præstegaard      | Socialistisk Folkeparti - 3 mandater     |
| Anna Bondo Nielsen         | Enhedslisten - 3 mandater                |
| Birgitte Baktoft           | Enhedslisten - 3 mandater                |
| Jonas Paludan              | Enhedslisten - 3 mandater                |
| Jeppe Trolle               | Radikale Venstre - 2 mandater            |
| Maren Ottar Hessner        | Radikale Venstre - 2 mandater            |
| Merete Dea Larsen          | Dansk Folkeparti - 2 mandater            |
| Gitte Simoni               | Dansk Folkeparti - 2 mandater            |
| Lars-Christian Brask       | Liberal Alliance - 1 mandater            |
| Lars Holst Kruse           | Nye Borgerlige - 1 mandat                |

| Navn                  | Skiftet fra             | Skiftet til       | Dato              |
| --------------------- | ----------------------- | ----------------- | ----------------- |
| Gitte Simoni          | Dansk Folkeparti        | Løsgænger         | 17. juni 2022     |
| Lars Holst Kruse      | Nye Borgerlige          | Løsgænger         | 19. december 2022 |
| Gitte Simoni          | Løsgænger               | Socialdemokratiet | 14. februar 2023  |
| Lars Holst Kruse      | Løsgænger               | Liberal Alliance  | 30. marts 2023    |
| Mads Chr. Præstegaard | Socialistisk Folkeparti | Løsgænger         | 19. juni 2024     |

| Udtrådt            | Indtrådt          | Parti                   | Dato            |
| ------------------ | ----------------- | ----------------------- | --------------- |
| Torben Jørgensen † | Jeanne Bergmansen | Socialistisk Folkeparti | 7. oktober 2023 |

### Borgmestre
| # | Periode   | Navn                | Parti             |
| - | --------- | ------------------- | ----------------- |
| 1 | 2007-2011 | Poul Lindor Nielsen | Socialdemokratiet |
| 2 | 2011–2019 | Joy Mogensen        | Socialdemokratiet |
| 3 | 2019-     | Tomas Breddam       | Socialdemokratiet |

## Kirkesogne i Roskilde Kommune
| - Dåstrup Sogn - Gadstrup Sogn - Gundsømagle Sogn - Himmelev Sogn - Hvedstrup Sogn - Jyllinge Sogn | - Kirkerup Sogn - Roskilde Domsogn - Roskilde Søndre Sogn - Sankt Jørgensbjerg Sogn - Snoldelev Sogn - Svogerslev Sogn | - Syv Sogn - Vindinge Sogn - Vor Frue Sogn - Ørsted Sogn - Ågerup Sogn |